# Global Warning Tour
Global Warning Tour foi a primeira turnê asiática do grupo sul-coreano Big Bang. A turnê iniciou-se em 28 de março de 2008 em Tóquio no Japão, e encerrou-se em 22 de junho de 2008 em Seul na Coreia do Sul, totalizando dez apresentações com um público total estimado em setenta mil pessoas.

## Repertório
1. "Intro"
2. "Wrong Number"
3. "Shake It"
4. "Big Bang"
5. "How Gee"
6. "Big Boy" (T.O.P)
7. "Prayer" (Taeyang)
8. "Only Look at Me" (Taeyang)
9. "A Fool's Only Tears"
10. "Fool"
11. Dance Break (Seungri)
12. "Crazy Dog" + "You in the Fantasy" (Seo Taiji cover)
13. "With U"
14. "Dirty Cash" (remix)
15. "V.I.P"
16. "La La La" (remix)
17. "Look at Me, Gwisoon" (Daesung)
18. "This Love" (G-Dragon)
19. "But I Love U" (G-Dragon)
20. "We Belong Together" (remix)
21. "Lies" (remix)
22. "Last Farewell"
23. "Always"

## Datas da turnê
| Data                                     | Cidade   | País          | Local                                  | Público |
| ---------------------------------------- | -------- | ------------- | -------------------------------------- | ------- |
| 28 de março de 2008                      | Tóquio   | Japão         | JCB Hall                               | 10,000  |
| 29 de março de 2008 (duas apresentações) | Tóquio   | Japão         | JCB Hall                               | 10,000  |
| 12 de abril de 2008                      | Busan    | Coreia do Sul | Busan Exhibition and Convention Center | 50,000  |
| 27 de abril de 2008                      | Gwangju  | Coreia do Sul | Kim Daejung Convention Center Station  | 50,000  |
| 11 de maio de 2008                       | Wonju    | Coreia do Sul | Wonju Chiak Gymnasium                  | 50,000  |
| 24 de maio de 2008                       | Daegu    | Coreia do Sul | EXCO Exhibition & Convention Center    | 50,000  |
| 7 de junho de 2008                       | Bancoque | Tailândia     | Huamark Indoor Stadium                 | 10,000  |
| 21 de junho de 2008                      | Seul     | Coreia do Sul | Jamsil Indoor Stadium                  | [ a ]   |
| 22 de junho de 2008                      | Seul     | Coreia do Sul | Jamsil Indoor Stadium                  | [ a ]   |
| Total                                    | Total    | Total         | Total                                  | 70,000  |